# Euxoa marinensis
Euxoa marinensis là một loài bướm đêm trong họ Noctuidae.